# Åsiktsregistrering
Åsiktsregistrering innebär att en persons åsikt registreras i ett allmänt register.

## I Sverige
Åsiktsregistrering i form av anteckning om medborgare i allmänt register får i Sverige enligt 2 kap 3 § regeringsformen sedan 1975 ej utan hans samtycke grundas enbart på hans politiska åskådning.
Politisk åsiktsregistrering förbjöds för myndigheter i och med 1969 års grundlagsreform, men Säkerhetspolisen (Säpo) kringgick förbudet genom att föra "arbetsanteckningar" med uppgifter som inte kunde föras in i Säpos register (till exempel de som prenumererade på vissa tidningar eller som var medlemmar i VPK eller anhängare av FNL). Detta pågick ända fram till 1998. Exempelvis omfattades 411 000 tjänster år 1990 av skyddsklassning och personer som förekom i Säpos register som sökte skyddsklassade tjänster nekades anställning utan motivering.
År 2006 fälldes Sverige för åsiktsregistrering i en dom i Europadomstolen. Enligt domen hade Säpo registrerat åsiktsuppgifter om fem svenska medborgare som "inte var av någon betydelse för Sveriges säkerhet".